# Fay (Orne)
Fay település Franciaországban, Orne megyében. Lakosainak száma 69 fő (2022. január 1.). Fay Sainte-Gauburge-Sainte-Colombe, Saint-Agnan-sur-Sarthe, Ferrières-la-Verrerie, Mahéru és Planches községekkel határos.

## Népesség
A település népességének változása:
| Lakosok száma | 66   | 71   | 73   | 71   | 71   | 70   | 69   | 69   | 69   |
|               | 2013 | 2015 | 2016 | 2017 | 2018 | 2019 | 2020 | 2021 | 2022 |